# Abdoulaye Traoré
Abdoulaye Traoré (Abiyán, Costa de Marfil, 4 de marzo de 1967) es un exfutbolista de Costa de Marfil que jugaba en la posición de delantero.

## Carrera

### Club
| Periodo   | Club                  | Apariciones | Goles |
| --------- | --------------------- | ----------- | ----- |
| 1983-1984 | Stella Club d'Adjamé  | 0           | 0     |
| 1985-1986 | ASEC Mimosas          | 6           | 2     |
| 1986      | SC Braga              | 6           | 0     |
| 1986–1987 | FC Metz B             | 15          | 4     |
| 1987–1988 | FC Sète 34            | 19          | 5     |
| 1988–1989 | SC Toulon             | 3           | 0     |
| 1989–1990 | Olympique Avignonnais | 11          | 2     |
| 1990–1995 | ASEC Mimosas          | 84          | 32    |
| 1995–1997 | Al-Orobah FC          | 21          | 8     |

### Selección nacional
Jugó para Costa de Marfil en 90 ocasiones de 1984 a 1996 y anotó 49 goles; participó en la Copa Rey Fahd 1992 y en seis ediciones de la Copa Africana de Naciones, siendo campeón en la edición de 1992.

## Logros

### Club
- Ligue 1 (Ivory Coast): 1990, 1991, 1992, 1993, 1994, 1995
- Coupe de Côte d'Ivoire: 1990, 1991

### Selección nacional
- Africa Cup of Nations: 1992

### Individual
- Goleador de la Primera División de Costa de Marfil: 1992, 1994
- Goleador de la Copa Africana de Naciones 1988